# Bidirectional Texturing Function
Eine BTF (Bidirectional Texturing Function, bidirektionale Texturierungsfunktion) ist in der Computergrafik eine Verteilungsfunktion, die sich auf die Beschreibungen von Oberflächen ("Texturen") bezieht, die nicht nur die Reflexionseigenschaften an einem bestimmten Punkt erfassen, sondern das beleuchtungs- und blickpunktabhängige Verhalten der gesamten Oberflächenstruktur enthalten. Sie stellt eine Erweiterung der bidirektionalen Reflexionszverteilungsfunktion (BRDF) dar.
Im Gegensatz zu den auf zweidimensionalen "Abziehbildern" beruhenden Texturen wird ein hohes Maß an Realismus unter wechselnden Beleuchtungen erreicht.